# COMIC ポラリス
『COMICポラリス』（コミックポラリス）は、フレックスコミックスが運営する日本のウェブコミック配信サイト。2012年10月25日オープン、毎週木曜日更新。
本項では、前身の『FlexComixフレア』（フレックスコミックスフレア）についても解説する。

## 概要
2012年10月25日オープン、毎週木曜日更新。『COMICポラリス』掲載作品の単行本は〈ポラリスCOMICS〉レーベル（2013年10月より刊行開始）にて発売されている。
『FlexComixフレア』は、Yahoo! JAPAN内「Yahoo!コミック」で運営されていた『FlexComixブラッド』から派生する形で少女漫画中心のウェブコミック誌として2007年10月18日にオープンした。この際、一部の連載が『ブラッド』から『フレア』へ移籍している。掲載作品の単行本は、フレックスコミックスが発行する〈フレックスコミックス フレア〉レーベル（創刊から2011年末まではソフトバンククリエイティブ、2012年以降はほるぷ出版発売）より刊行されていた。
2012年に編集・発行元のフレックスコミックスがジー・モードの親会社であるガイアホールディングスの傘下となったことに伴い、同年10月25日にオープンした『COMICポラリス』へ連載が移籍した（一部作品を除く）。なお『フレア』は唯一の連載作品であった「聖なる花嫁の反乱 〜亡国の御使いたち〜」の完結に伴い、2014年6月19日に更新を終了した。

## 連載作品
読み切り作品は割愛している。

### COMICポラリスで連載開始

#### 連載中
- Baby,ココロのママに!（奥山ぷく）：2012年11月1日 -
- ポラリス（ルネッサンス吉田）：2013年11月21日
- 俺とヒーローと魔法少女（九段そごう）：2014年6月12日 -
- オデット ODETTE（日当貼）：2014年7月17日 -
- 同居人はひざ、時々、頭のうえ。（原作：みなつき/作画：二ツ家あす）：2015年6月4日 -
- タイムスリップ オタガール（佐々木陽子）：2016年5月26日 -
- 好きです、となりのお兄ちゃん。（慎本真）：2017年3月16日 -
- おじさんはカワイイものがお好き。（ツトム）：2017年7月6日 -
- 思春期JCの血は極上（甘露アメ）：2019年7月4日 -
- 絶対に付き合ってはいけない3B男子（馬あぐり）：2018年9月20日 -
- 推しが我が家にやってきた!（慎本真）：2019年1月14日 -
- 田舎ねこ とらちよが行く!（沖たばかり）：2020年3月19日 -
- おじさんが私の恋を応援しています（脳内）（井野ジュン）：2021年1月22日 -
- もしも首輪がはずせたならば（トナミショウ）：2021年2月18日 -
- 魔王おじさんと契約生活はじめました（藤井なお）：2021年6月3日 -
- 黒崎さんの一途な愛がとまらない（岡田ピコ）：2021年8月5日 -
- グッドモーニングレオン GoodMorningLeon（北郷海）：2021年8月19日 -
- 殿と犬（西田理英）：2021年10月14日 -
- お疲れお兄さんは手芸沼につかりたい（味田マヨ）：2021年12月23日 -

#### 連載終了作品
- もえこい（雪森さくら）：2012年11月8日 - 2013年2月14日
- 華ヤカ哉、我ガ一族 夢桜ラプソデエ（如花うさぎ/脚本：高木亜由美）：2012年10月25日 - 2013年6月27日
- 本日、あかね日和（桜庭ゆい）：2012年11月15日 - 2013年11月7日
- おたくカレシ。（なかおもとこ）：2012年12月13日 - 2013年12月5日
- 草恋-kusakoi-（鷲尾美枝）：2012年11月1日 - 2014年1月16日
- キスに恋属（豊田悠）：2012年10月25日 - 2014年2月20日
- 占男。【うらメン。】（松本加斎）：2012年10月25日 - 2014年3月13日
- 箱庭テレパシー（雪森さくら）：2013年4月25日 - 2014年10月23日
- やさしい針（KUJIRA）：2013年5月16日 - 2014年12月4日
- 清明さんはがんばらない（方條ゆとり＋望月菓子）：2013年10月24日 - 2015年9月17日
- 会長クンのしもべ（ほずの都）：2012年10月25日 - 2016年10月20日
- 思春期ビターチェンジ（将良）：2012年10月25日 - 2019年1月24日
- SSB -超青春姉弟s-（慎本真）：2012年11月22日 - 2018年10月11日
- キミを待つ→あかいいと（田中子規）：2012年10月25日 - 2014年3月27日
- 新戸ちゃんとお兄ちゃん（岡田ピコ）：2014年9月18日 - 2020年6月25日
- お嬢と東雲（九院ゆりえ）：2015年7月23日 - 2017年12月7日
- とりの、いそじさん。（鷲尾美枝）：2016年1月28日 - 2018年9月6日
- 塩対応の塩田くん（エトオミユキ）：2016年2月25日 - 2017年11月16日
- マイナス温度のセレナーデ（市川なつを）：2016年4月28日 - 2018年5月17日
- 松子さんちのきわめくん（清水幸詩郎）：2017年4月6日 - 2018年4月12日
- ワンルームワンコ（正田しろくま）：2017年5月25日 - 2019年9月26日
- 伊藤くんは恋を知らない。（岩飛猫）：2017年6月1日 - 2019年3月14日
- JKと女装おじさん（つむらちた）：2017年9月14日 - 2018年8月9日
- ハロー ジュピター 好きっていって。（藤井なお）：2017年12月27日 - 2019年2月14日
- 愛しのこずえさん（大和真弓）：2018年4月5日 - 2019年4月25日
- 春とみどり（深海紺）：2018年11月15日 - 2020年6月11日
- 水曜日のトリップランチ（たじまこと）：2018年8月9日 - 2020年7月16日
- 社畜ねこ（清水幸詩郎）：2020年6月18日 - 2021年8月5日
- 親友王子と腰巾着〜推しの王子に求婚されて困ってます〜（流星ハニー/原作：真籠縁）：2020年6月25日 - 2021年11月15日
- 末期ガンでも元気です 38歳エロ漫画家、大腸ガンになる（ひるなま）：2020年7月22日 - 2021年1月28日
- 限界めし〜今日も私はがんばった!〜（仲川麻子）：2021年8月12日 - 2021年11月25日
- お嬢さま、ヤンキー執事でございます（新矢りん）：2020年11月19日 - 2021年12月23日

### FlexComixフレアより移籍

#### 連載終了作品
- しま☆ろま しましまロマンス（兎原シイタ）単行本発行時にタイトル島カレ。に変更。
- 黒猫は彼に恋しない約束（吉祥りら）
- きょうあに 今日からアニメショップ店長の俺と残念な店員たち（九尾かや）
- 弾丸ハニー（皆月つなみ）
- マニだん! -マニアック男子-（なかおもとこ）、単行本発行時にタイトルおたくカレシ。に変更。
- 青年のための読書クラブ（タカハシマコ/原作：桜庭一樹）

## FlexComixフレア時代の連載作品

### Yahoo!ブックストアで連載継続し終了
- 聖なる花嫁の反乱 〜亡国の御使いたち〜（紫堂恭子）
- 葬儀姫（もとなおこ）
- ロビン -風の都の師弟-（中山星香）

### 連載終了作品
- 麻布十番Story's（田中子規）
- 一緒に暮らそ? 〜花鳥風月な兄たち〜（田中子規）
  - 一緒に寝よ? 〜花鳥風月な兄たち番外編〜（田中子規）
- 吸血姫 ヴァンパイア・プリンセス（垣野内成美/原案：平野俊弘）
- 王子とやもり 〜執事革命〜（天乃タカ）
- ガーネット・クレイドル ～月光のアリア～（雲屋ゆきお/原作：SPICA）
- 愛しの焔（かなしのほむら） 〜ゆめまぼろしのごとく〜（もとむらえり）
- 恋するハーブ処方箋（鷲尾美枝）
- 恋闇 コイヤミ 〜流行り神アナザーストーリー〜（原作：日本一ソフトウェア）
- コスプリ!（津々巳あや/原案：浜田翔子）
- さよなら僕の龍（唐花見コウ）
- 先生、イケメンです! 〜神谷クラス☆男子謹製〜（吉祥りら）
- 椿館の美しすぎるギャルソン（ゆうき莉子）
- ドラゴンファームはいつもにぎやか（立飛駿/原作：久美沙織）
- 夏空に、きみと見た夢（平尾アウリ/原作：飯田雪子）
- 逃げてるボクとネコの三毛谷さん（日当貼）
- 花咲く王子と青山で（唐花見コウ/原案：時東ぁみ）
- 花もまた、きみのため。（もとむらえり）
- 母は僕らを葬ります（サチコ）
- 本の元の穴の中（天乃タカ）
- 萌えですか恋ですか 〜2次元王子と委員長〜（雪森さくら）
- 八百万（みもり/原作：畠中恵）
- リエギエンダ物語（もとなおこ） - 初出は『コミックMOE』（偕成社）
- レディメイド・クラウン（阿佐尾きよは）
- 私だけのヒーロー（柚木モカ）

## 映像化作品

### アニメ化
| 作品                           | 放送年 | アニメーション制作           | 備考                                              |
| ------------------------------ | ------ | ---------------------------- | ------------------------------------------------- |
| SSB -超青春姉弟s-              | 2013年 | AIC PLUS+                    | タイトルは「Super Seisyun Brothers-超青春姉弟s-」 |
| 同居人はひざ、時々、頭のうえ。 | 2019年 | ゼロジー                     |                                                   |
| 殿と犬                         | 2024年 | OLM × Live2D Creative Studio |                                                   |

### 実写化
| 作品                                     | 放送年 | 制作       | 備考 |
| ---------------------------------------- | ------ | ---------- | ---- |
| おじさんはカワイイものがお好き。         | 2020年 | 大映テレビ |      |
| おじさんが私の恋を応援しています（脳内） | 2022年 | ダブ       |      |